# يوهان موسيو
يوهان موسيو مواليد 13 أكتوبر 1965 في بلجيكا، هو دراج بلجيكي سابق في صنف سباق الدراجات على الطريق. سبق أن شارك في دورة الألعاب الأولمبية الصيفية.

## سباقات أو مراحل فاز بها
- طواف فرنسا
- بطولة العالم لسباق الدراجات على الطريق
- طواف سويسرا

## روابط خارجية
- يوهان موسيو على موقع أرشيف الدراجات (الإنجليزية)
- يوهان موسيو على موقع إحصائيات الدراجات الإحترافية (الإنجليزية)
- يوهان موسيو على موقع CycleBase (الإنجليزية)
- يوهان موسيو على موقع أوليمبيديا (الإنجليزية)